# الصفصافة (طرطوس)
الصفصافة بلدة تقع في منطقة طرطوس في محافظة طرطوس. تقع جنوب شرق مدينة طرطوس.

خارطة لمحافظة طرطوس